# Nottingham (Nou Hampshire)
Nottingham és una població dels Estats Units a l'estat de Nou Hampshire. Segons el cens del 2007 tenia 4.490 habitants.

## Demografia
Segons el cens del 2000, Nottingham tenia 3.701 habitants, 1.331 habitatges, i 1.048 famílies. La densitat de població era de 30,8 habitants per km².
Dels 1.331 habitatges en un 40,3% hi vivien nens de menys de 18 anys, en un 68,9% hi vivien parelles casades, en un 6,1% dones solteres, i en un 21,2% no eren unitats familiars. En el 15% dels habitatges hi vivien persones soles el 3,5% de les quals corresponia a persones de 65 anys o més que vivien soles. El nombre mitjà de persones vivint en cada habitatge era de 2,78 i el nombre mitjà de persones que vivien en cada família era de 3,09.
Per edats la població es repartia de la següent manera: un 27,8% tenia menys de 18 anys, un 4,3% entre 18 i 24, un 33,7% entre 25 i 44, un 27% de 45 a 60 i un 7,2% 65 anys o més.
L'edat mediana era de 38 anys. Per cada 100 dones de 18 o més anys hi havia 101,7 homes.
La renda mediana per habitatge era de 62.423$ i la renda mediana per família de 65.510$. Els homes tenien una renda mediana de 41.182$ mentre que les dones 29.738$. La renda per capita de la població era de 24.879$. Entorn del 0,9% de les famílies i el 2,5% de la població estaven per davall del llindar de pobresa.